# 陽子崩壊

ジョージ＝グラショー模型における粒子の弱アイソスピン、弱超電荷、およびカラーチャージのパターン。ここでは、陽子（2つのアップクォークと1つのダウンクォークからなる）が、電荷−4/3eを持つXボソンの媒介により、パイ中間子（アップクォークと反アップクォークからなる）と陽電子に崩壊する。

陽子崩壊（ようしほうかい、英語: proton decay）は、素粒子物理学において陽子がより軽い素粒子（中性パイ中間子と陽電子の組が一例）に崩壊するという仮説上の粒子崩壊の一種。陽子崩壊の仮説は、1967年にアンドレイ・サハロフによって初めて提唱された。多大な実験的努力が払われたが、陽子崩壊は未だ観測されていない。陽子が陽電子を経由して崩壊する場合、陽子の半減期は少なくとも1.67×1034 年と制限される。
標準模型によると、バリオンの一種である陽子は、バリオン数（クォーク数）が保存されるため安定である（通常の状況下において。例外についてはカイラルアノマリー参照）。したがって、陽子は最も軽い（すなわちエネルギーが最も低い）バリオンであるため、単独では他の粒子に崩壊しない。陽電子放出と電子捕獲（いずれも陽子が中性子になる放射性崩壊の一種）は、陽子が原子内の他の粒子と相互作用するため、陽子崩壊ではない。
標準模型を超える大統一理論（GUT）の中には、バリオン数対称性が明示的に破られており、陽子がヒッグス粒子、磁気単極子、新しいXボソンの媒介によって半減期1031年から1036年で崩壊することを許容する理論がある。なお、宇宙の年齢はおよそ1.38×1010年である。現在までに、GUTによって予測される新しい現象（陽子崩壊や磁気単極子の存在など）を観測する試みはすべて失敗している。
量子トンネル効果は陽子崩壊のメカニズムの一つである可能性がある。
量子重力（仮想ブラックホールとホーキング放射を介する）や、超対称性における余剰次元は、上記のGUTスケールの崩壊範囲をはるかに超える大きさまたは寿命での陽子崩壊の場を提供する可能性がある。
陽子崩壊以外にも、バリオンの破れを理論的に説明する方法があり、これには、バリオン数および／またはレプトン数が1以外の値だけ変化する相互作用が含まれる（陽子崩壊では変化量は1）。これらには、Bおよび／またはLが2以上の数だけ変化すること、もしくはB-Lの破れが含まれる。このような例としては、中性子振動や、高エネルギー・高温における電弱スファレロンアノマリーが挙げられる。これは、陽子と反レプトンの衝突、またはその逆の衝突（レプトン数生成および非GUTバリオン数生成における重要な要素）によって生じる可能性がある。

## バリオン数生成
| 陽子は崩壊するか？もしそうであるなら、半減期はどれくらいであるか？核結合エネルギーはこれに影響を与えるか？ |

現代物理学における未解決の問題の一つは、宇宙において物質が反物質よりも優勢であることである。宇宙全体としては、正のバリオン数密度がゼロではないように見える。つまり、物質が反物質よりも多い。宇宙論では、我々が観測する粒子は、現在我々が測定しているのと同じ物理を用いて生成されたと仮定されているため、通常、物質と反物質は同量生成されるはずであり、全体のバリオン数はゼロになるはずである。このことから、特定の条件下では（反物質ではなく）通常の物質が生成されることを支持する対称性の破れのメカニズムが数多く提案されている。この不均衡は非常に小さく、ビッグバンからわずか1秒後には1010個の粒子に1個程度であったが、物質と反物質のほとんどが消滅した後、現在の宇宙には、バリオン物質と、それよりはるかに多くのボソンが残ったとされている。
大統一理論のほとんどは、この矛盾を説明するためにバリオン数対称性を明確に破っており、典型的には、非常に質量の大きいXボソン（X）または質量の大きいヒッグス粒子（H0）を介した反応を想定する。これらの事象の反応率は、中間粒子であるXボソンまたはヒッグス粒子の質量によって大きく左右されるため、これらの反応が原因となって現在観測されているバリオン数の優勢が生じたと仮定するならば、それ以上重いと反応率が遅くなりすぎてバリオン数の優勢を説明できなくなる最大の質量を計算することができる。これらの推定値から、大量の物質が時々自発的な陽子崩壊を示すことが予測される。

## 実験的証拠
陽子崩壊は、1970年代に提唱された様々な大統一理論（GUT）の重要な予測の一つである（もう一つの重要な予測は磁気単極子の存在である）。この2つの概念は、1980年代初頭以来、主要な実験物理学の取り組みの焦点となってきた。現在まで、これらの事象を観測する試みはすべて失敗しているが、これらの実験は陽子の半減期の下限を確立することに成功している。現在、最も正確な結果は、日本のスーパーカミオカンデ水チェレンコフ放射検出器によるものであり、陽電子崩壊による陽子の半減期の下限は2.4×1034 年であり、同様に反ミュー粒子崩壊による陽子の半減期の下限は1.6×1034 年であり、これらは超対称性（SUSY）による予測である1034–1036年に近い。

## 理論的な動機
陽子崩壊の観測的証拠はないものの、一部の大統一理論（SU(5) ジョージ＝グラショー模型やSO(10)模型、およびその超対称性を有する変種）は、陽子崩壊を前提としている。これらの理論によれば、陽子の半減期は約1031~1036年であり、陽電子と中性パイ中間子に崩壊し、さらにパイ中間子はすぐに2つのガンマ線光子に崩壊する。
{\displaystyle {\begin{aligned}{\rm {p^{+}\longrightarrow e^{+}+}}&\ \pi ^{0}\\&\downarrow \\&2\gamma \end{aligned}}}
陽電子は反レプトンであるため、この崩壊によりB-L数は保存される。ほとんどのGUTはB-L数が保存されるとしている。
さらなる崩壊モード（例えば p+
  →  μ+
   + π0
   ）も、直接的に、またはGUTにより予測される磁気単極子との相互作用を介して触媒される形で存在する。この過程は実験的に観測されていないが、将来計画されているメガトン規模の超大規模検出器（ハイパーカミオカンデなど）による実験的検証の範囲内にある。
陽子崩壊を示唆した最初の矛盾のない理論であったジョージ＝グラショー模型などの初期の大統一理論（GUT）では、陽子の半減期は少なくとも1031 年と仮定されていた。1990年代にさらなる実験と計算が行われた結果、陽子の半減期は1032 年年を下回ることはないことが明らかになった。当時の多くの書籍においては、バリオン物質の考えられる崩壊時間としてこの数値が参照されている。近年の研究結果により、陽子の半減期の最小値は少なくとも1034–1035年にまで長くなり、単純なGUT（ミニマル SU(5) / ジョージ＝グラショー模型を含む）や非SUSY模型のほとんどは否定される。陽子の寿命の上限（不安定な場合）は6×1039 年と計算されており、これはSUSYモデルに適用可能な境界であり、（最小の）非SUSY大統一理論の最大値は1.4×1036 年年である(part 5.6)
この現象は「陽子崩壊」と呼ばれるが、原子核内に束縛された中性子にも見られると考えられる。自由中性子（原子核内には存在しない）は、ベータ崩壊と呼ばれる過程を経て陽子（および電子と反ニュートリノ）に崩壊することが既に知られている。自由中性子の半減期は弱い相互作用のため10分（610.2±0.8 s）である。原子核内に束縛された中性子の半減期は非常に長く、陽電子の半減期と同程度だと見られる。

## 予測される陽子の寿命
| 理論クラス                                 | 陽子の寿命（年）    | 実験的に否定される？ |
| ------------------------------------------ | ------------------- | -------------------- |
| ミニマル SU(5)（ジョージ＝グラショー模型） | 1030–1031           | Yes                  |
| ミニマル SUSY SU(5)                        | 1028–1032           | Yes                  |
| SUGRA SU(5)                                | 1032–1034           | Yes                  |
| SUSY SO(10)                                | 1032–1035           | Partially            |
| SUSY SU(5) (MSSM)                          | ~1034               | Partially            |
| SUSY SU(5) – 5次元                         | 1034–1035           | Partially            |
| SUSY SO(10) MSSM G(224)                    | 2×1034              | No                   |
| Minimal (Basic) SO(10) – Non-SUSY          | < ~1035（最大範囲） | No                   |
| Flipped SU(5) (MSSM)                       | 1035–1036           | No                   |

通常のSU(5)における陽子の寿命は、単純には{\textstyle \tau _{p}\sim M_{X}^{4}/m_{p}^{5}}と見積もられる。µ ~ 2×1016 GeV/c2程度の再統一スケールを有する超対称GUTでは寿命は1034 yrであり、現在の実験的下限とほぼ一致する。